# Condeixa-a-Nova
Condeixa-a-Nova és un municipi portuguès, situat al districte de Coïmbra, a la regió del Centre i a la subregió de Baixo Mondego. L'any 2011 tenia 17.078 habitants. Es divideix en 7 freguesies que inclouen un total de 88 indrets. Limita al nord amb Coïmbra, a l'est amb Miranda do Corvo, al sud-est amb Penela, al sud-oest i oest amb Soure i al nord-oest amb Montemor-o-Velho.
És un municipi que presenta una forta component rural, però malgrat d'aquest fet, comencen a instal·lar-se algunes importants indústries, a causa de la seva localització estratègica.
En la zona industrial existeixen principalment fàbriques d'indústria farmacèutica i de ceràmica. La producció artesanal de ceràmica pintada a la mà és una altra activitat que encara empra moltes desenes de persones, a causa del gran percentatge d'aquests articles per a exportació. La zona industrial de Condeixa, de 651.566 m2, es troba a 40 km del port de la Figueira de la Foz, a 70 km del port d'Aveiro, a 130 km de l'Aeroport de Porto i 200 km de l'Aeroport de Lisboa.
Ben a prop de Condeixa-a-Nova, estan localitzades les Ruïnes romanes de Conímbriga, i respectiu Museu, que constitueix un pol de gran interès turístic i d'investigació històrica. Segons el periòdic portuguès Expresso, aquest Museu és el segon més visitat del país, sobrepassat només pel Museu dos Coches en Lisboa.
Pel que fa a l'activitat sociocultural, hi ha a destacar, a més del Museu de Conímbriga, la Casa Museu de l'escriptor Fernando Namora, La Fundació de Condeixa i moltes associacions un poc per tot el municipi.
Es considera per alguns com el petit poble portuguès amb més palaus.

## Població
| Població del concelho de Condeixa-a-Nova (1849 – 2011) | Població del concelho de Condeixa-a-Nova (1849 – 2011) | Població del concelho de Condeixa-a-Nova (1849 – 2011) | Població del concelho de Condeixa-a-Nova (1849 – 2011) | Població del concelho de Condeixa-a-Nova (1849 – 2011) | Població del concelho de Condeixa-a-Nova (1849 – 2011) | Població del concelho de Condeixa-a-Nova (1849 – 2011) | Població del concelho de Condeixa-a-Nova (1849 – 2011) | Població del concelho de Condeixa-a-Nova (1849 – 2011) |       |
| ------------------------------------------------------ | ------------------------------------------------------ | ------------------------------------------------------ | ------------------------------------------------------ | ------------------------------------------------------ | ------------------------------------------------------ | ------------------------------------------------------ | ------------------------------------------------------ | ------------------------------------------------------ | ----- |
| 1849                                                   | 1900                                                   | 1930                                                   | 1960                                                   | 1981                                                   | 1991                                                   | 2001                                                   | 2004                                                   | 2011                                                   | 2012  |
| 8733                                                   | 11875                                                  | 12149                                                  | 13555                                                  | 13257                                                  | 13027                                                  | 15340                                                  | 16459                                                  | 17078                                                  | 17320 |

### Freguesies
- Anobra
- Condeixa-a-Nova i Condeixa-a-Velha
- Ega
- Furadouro
- Sebal i Belide
- Vila Seca i Bem da Fé
- Zambujal

## Agermanaments
El municipi de Condeixa-a-Nova és agermanat amb les següents ciutats:
- Bretten, Baden-Württemberg, Alemanya
- Longjumeau, Essonne, França
- Pontypool, Torfaen, Gal·les
- Idanha-a-Nova, Districte de Castelo Branco, Portugal